# Фокин, Михаил Васильевич
Михаил Васильевич Фокин (12 сентября 1946, Ульяновск, СССР — 3 декабря 1996, Санкт-Петербург, Россия) — советский футболист, полузащитник.
Михаил Фокин выступления в команде мастеров начал в 1965 году в родном Ульяновске за «Волгу», откуда попал в состав сборной РСФСР. В середине 1967 перешёл в ленинградский «Зенит». В следующем году вернулся в «Волгу», в 1969—1970 проходил армейскую службу в «Динамо» Минск. За «Зенит» отыграл следующие 4 года, карьеру игрока закончил в «Динамо» Ленинград (1975—1978).
Работал тренером. Скончался в 1996 году.